# Let's Sing 2018
Let's Sing 2018 (Let's Sing 10 en España) es el séptimo juego de la serie de Let's Sing exclusivamente enfocado en el canto, desarrollado por Ravens Court y publicado por Deep Silver. Su lanzamiento oficial fue en Europa el 20 de octubre de 2017, para las plataformas Wii y PlayStation 4 y el 24 de noviembre para Nintendo Switch. En América fue lanzado el 17 de julio de 2018.

## Modos de juego

### PlayStation 4, Nintendo Switch
- Clásico: Canta tus canciones favoritas solo o con tus amigos. El jugador con la mayor puntuación gana la ronda.
- Mix Tape: Un popurrí de canciones. Canta una canción con hasta 7 extractos de distintas canciones del estilo que hayas seleccionado anteriormente (pop, rock…).
- Featuring: Haz un dueto con tus amigos, ¡y descubre lo bien que se ajustan vuestras voces gracias a la nueva “puntuación compatible”!
- TV: Cómo el modo Clásico pero durante la canción, la letra irá desapareciendo de manera aleatoria y tendrás que cantar de memoria.

### Wii, Wii U
- Solo: ¡Canta tus canciones favotiras solo y mejora tus habilidades de Karaoke!
- Batalla: ¡Compite contra tus amigos y gánales consiguiendo la mejor puntuación!
- Co-op: ¡El trabajo en equipo es la clave! ¡Haz tu mejor actuación junto con tus amigos!
- Dueto: ¡Canta y comparte la canción con tus amigos!
- De Memoria & A Capela: Parte de la letra irá desapareciendo y en A Capela la música dejará de sonar.

### Versiones del juego
El juego presenta, por lo menos tres versiones diferentes del mismo:
- Versión alemana: Contiene 35 canciones en el juego, siendo canciones reconocidas internacionalmente 25 de ellas y 10 de ellas, son de origen alemán.
- Versión española-latina: Contiene 35 canciones en el juego, siendo canciones reconocidas internacionalmente 20 de ellas y 15 de ellas, son en idioma español, teniendo canciones entre latinas y españolas.
- Versión francesa: Contiene 40 canciones en el juego, siendo canciones reconocidas internacionalmente y también de origen francés.

## Características
- Últimos éxitos: Nuevos éxitos incluidos en un total de 35 canciones.
- Nuevo diseño: Un diseño nuevo completo, con nuevas animaciones y una actuación optimizada que hace que sea la mejor experiencia de Let’s Sing hasta la fecha.
- Micrófono Teléfono inteligente (PS4): La app de Let’s Sing Microphone te ayuda a jugar de manera rápida y sin necesidad de micros en Android e iOS.
- Multijugador: Canta con tus amigos o contra ellos. Hasta 4 jugadores (2 jugadores en Switch) podrán cantar juntos combinando dos micrófonos y dos teléfonos inteligentes.
- Sistema de recompensas: ¡Escala en la tabla de clasificación, colecciona avatares y desbloquea recompensas de bronce hasta diamante!
- Canciones en la Tienda En línea: Expande tu experiencia en cualquier momento con nuevos DLC’s de packs de canciones en la tienda en línea

## Lista de canciones

### Versión alemana
Let's Sing 2018 se compone los siguientes 35 sencillos musicales, de los cuales 25 son canciones internacionales y 10 son propias del país:
| Canción                             | Artista                                        | Año  |
| ----------------------------------- | ---------------------------------------------- | ---- |
| "7 Years"                           | Lukas Graham                                   | 2015 |
| "Am I Wrong"                        | Nico & Vinz                                    | 2013 |
| "Are You With Me"                   | Lost Frequencies                               | 2013 |
| "Dangerously"                       | Charlie Puth                                   | 2016 |
| "Be the One"                        | Dua Lipa                                       | 2015 |
| "Break The Rules"                   | Charli XCX                                     | 2014 |
| "Can't Hold Us"                     | Macklemore, Ryan Lewis ft. Ray Dalton          | 2011 |
| "Closer"                            | The Chainsmokers ft. Halsey                    | 2016 |
| "Cool Kids"                         | Echosmith                                      | 2013 |
| "Counting Stars"                    | OneRepublic                                    | 2013 |
| "Demons"                            | Imagine Dragons                                | 2013 |
| "Du Bist Schön"                     | Alligatoah                                     | 2015 |
| "Durch Die Schweren Zeiten"         | Udo Lindenberg                                 | 2016 |
| "Eiserner Steg"                     | Philipp Poisel                                 | 2011 |
| "Faded"                             | Alan Walker                                    | 2015 |
| "Holz"                              | 257ers                                         | 2016 |
| "Hulapalu"                          | Andreas Gabalier                               | 2015 |
| "Hymn For The Weekend"              | Coldplay                                       | 2016 |
| "I Hate U, I Love U"                | Gnash ft. Olivia O'Brien                       | 2015 |
| "I'm Gonna Be (500 Miles)"          | The Proclaimers                                | 1988 |
| "Imagine"                           | John Lennon                                    | 1971 |
| "Keine Maschine"                    | Tim Bendzko                                    | 2016 |
| "Lost On You"                       | LP                                             | 2015 |
| "My Way"                            | Calvin Harris                                  | 2016 |
| "Nur Ein Wort"                      | Win Sind Helden                                | 2005 |
| "One More Night"                    | Maroon 5                                       | 2012 |
| "Rockabye"                          | Clean Bandit ft. Sean Paul & Anne-Marie        | 2016 |
| "Stole The Show"                    | Kygo ft. Parson James                          | 2015 |
| "Trumpets"                          | Jason Derulo ft. Maude                         | 2013 |
| "Unter Meiner Haut"                 | Gestört aber GeiL, Koby Funk ft. Wincent Weiss | 2015 |
| "Way Down We Go"                    | Kaleo                                          | 2016 |
| "We Are the Champions"              | Queen                                          | 1977 |
| "Wie Schön Du Bist"                 | Sarah Connor                                   | 2015 |
| "Wild & Free"                       | Lena                                           | 2015 |
| "You Spin Me Round (Like a Record)" | Dad or Alive                                   | 1984 |

### Versión inglesa y estadounidense
Let's Sing 2018 se compone los siguientes 30 sencillos musicales
| Canción                             | Artista                                 | Año  |
| ----------------------------------- | --------------------------------------- | ---- |
| "7 Years"                           | Lukas Graham                            | 2015 |
| "Am I Wrong"                        | Nico & Vinz                             | 2013 |
| "Are You With Me"                   | Lost Frequencies                        | 2013 |
| "Attention"                         | Charlie Puth                            | 2017 |
| "Be the One"                        | Dua Lipa                                | 2015 |
| "Break The Rules"                   | Charli XCX                              | 2014 |
| "Burn"                              | Ellie Goulding                          | 2013 |
| "Can't Hold Us"                     | Macklemore, Ryan Lewis ft. Ray Dalton   | 2011 |
| "Closer"                            | The Chainsmokers ft. Halsey             | 2016 |
| "Cool Kids"                         | Echosmith                               | 2013 |
| "Counting Stars"                    | OneRepublic                             | 2013 |
| "Crazy"                             | Seal                                    | 1990 |
| "Demons"                            | Imagine Dragons                         | 2013 |
| "Faded"                             | Alan Walker                             | 2015 |
| "Hymn For The Weekend"              | Coldplay                                | 2016 |
| "I Hate U, I Love U"                | Gnash ft. Olivia O'Brien                | 2015 |
| "I'm Gonna Be (500 Miles)"          | The Proclaimers                         | 1988 |
| "Imagine"                           | John Lennon                             | 1971 |
| "Lost On You"                       | LP                                      | 2015 |
| "Million Reasons"                   | Lady Gaga                               | 2016 |
| "My Way"                            | Calvin Harris                           | 2016 |
| "One More Night"                    | Maroon 5                                | 2012 |
| "Rockabye"                          | Clean Bandit ft. Sean Paul & Anne-Marie | 2016 |
| "Royals"                            | Lorde                                   | 2013 |
| "Stole The Show"                    | Kygo ft. Parson James                   | 2015 |
| "This Love"                         | Maroon 5                                | 2004 |
| "Trumpets"                          | Jason Derulo ft. Maude                  | 2013 |
| "Way Down We Go"                    | Kaleo                                   | 2016 |
| "We Are the Champions"              | Queen                                   | 1977 |
| "You Spin Me Round (Like a Record)" | Dad or Alive                            | 1984 |

### Versión española y latinoamericana
Let's Sing 10 se compone los siguientes 35 sencillos musicales, de los cuales 20 son canciones internacionales y 15 son de idioma español:
| Canción                      | Artista                                 | Año  |
| ---------------------------- | --------------------------------------- | ---- |
| "7 Years"                    | Lukas Graham                            | 2015 |
| "Al Filo De Tu Amor"         | Carlos Vives                            | 2017 |
| "Am I Wrong"                 | Nico & Vinz                             | 2013 |
| "Are You With Me"            | Lost Frequencies                        | 2013 |
| "Attention"                  | Charlie Puth                            | 2017 |
| "Be the One"                 | Dua Lipa                                | 2015 |
| "Burn"                       | Ellie Goulding                          | 2013 |
| "Closer"                     | The Chainsmokers ft. Halsey             | 2016 |
| "Complicidad"                | Vanesa Martín                           | 2016 |
| "Counting Stars"             | OneRepublic                             | 2013 |
| "Dramas y Comedias"          | Fangoria                                | 2013 |
| "El Amante"                  | Nicky Jam                               | 2017 |
| "Faded"                      | Alan Walker                             | 2015 |
| "Grandes"                    | Gemeliers                               | 2015 |
| "Hijos Del Verbo Amar"       | Pablo López                             | 2016 |
| "Hymn For The Weekend"       | Coldplay                                | 2016 |
| "I Don't Need To Be You"     | Barei                                   | 2017 |
| "I Hate U, I Love U"         | Gnash ft. Olivia O'Brien                | 2015 |
| "Imagine"                    | John Lennon                             | 1971 |
| "La Gozadera"                | Gente de Zona & Marc Anthony            | 2015 |
| "Lost On You"                | LP                                      | 2015 |
| "Million Reasons"            | Lady Gaga                               | 2016 |
| "My Way"                     | Calvin Harris                           | 2016 |
| "Recuérdame"                 | Pablo Alborán                           | 2014 |
| "Reggaetón Lento (Bailemos)" | CNCO                                    | 2016 |
| "Rockabye"                   | Clean Bandit ft. Sean Paul & Anne-Marie | 2016 |
| "Sirenas"                    | Taburete                                | 2016 |
| "Solo Tú"                    | Paula Rojo                              | 2013 |
| "Stole The Show"             | Kygo ft. Parson James                   | 2015 |
| "This Love"                  | Maroon 5                                | 2004 |
| "Trumpets"                   | Jason Derulo ft. Maude                  | 2013 |
| "Tu Jardín con Enanitos"     | Melendi                                 | 2012 |
| "Vuela Corazón"              | Dasoul                                  | 2016 |
| "Yo Quiero Vivir"            | Manuel Carrasco                         | 2016 |
| "We Are the Champions"       | Queen                                   | 1977 |

### Versión francesa
Let's Sing 2018 se compone los siguientes 40 sencillos musicales, de los cuales 20 son canciones internacionales y 20 son de idioma francés.
| Canción                  | Artista                                 | Año  |
| ------------------------ | --------------------------------------- | ---- |
| "7 Years"                | Lukas Graham                            | 2015 |
| "Am I Wrong"             | Nico & Vinz                             | 2013 |
| "Attention"              | Charlie Puth                            | 2017 |
| "Bazardée"               | KeBlack                                 | 2017 |
| "Ca Ira"                 | Joyce Jonathan                          | 2013 |
| "Closer"                 | The Chainsmokers ft. Halsey             | 2016 |
| "Conmigo"                | Kendji Girac                            | 2015 |
| "Crazy"                  | Seal                                    | 1990 |
| "Demons"                 | Imagine Dragons                         | 2013 |
| "Dingue, Dingue, Dingue" | Christophe Maé                          | 2009 |
| "Elle Panique"           | Olivia Ruiz                             | 2009 |
| "En Feu"                 | Soprano                                 | 2016 |
| "Envole-Moi"             | Jean-Jacques Goldman                    | 1984 |
| "Faded"                  | Alan Walker                             | 2015 |
| "French Kiss"            | Black M                                 | 2016 |
| "Hymn For The Weekend"   | Coldplay                                | 2016 |
| "Je M'En Vais"           | Vianney                                 | 2016 |
| "I Hate U, I Love U"     | Gnash ft. Olivia O'Brien                | 2015 |
| "Imagine"                | John Lennon                             | 1971 |
| "L'Oiseau Et L'Enfant"   | Kids United                             | 2016 |
| "La Dalle"               | L.E.J                                   | 2015 |
| "Le Bleu Lumière"        | Carise Calixte                          | 2016 |
| "Lost On You"            | LP                                      | 2015 |
| "Maman"                  | Louane                                  | 2015 |
| "Million Reasons"        | Lady Gaga                               | 2016 |
| "One More Night"         | Maroon 5                                | 2012 |
| "Osez Joséphine"         | Alain Bashung                           | 1999 |
| "Paname"                 | Slimane                                 | 2016 |
| "Requiem"                | Alma                                    | 2017 |
| "Rockabye"               | Clean Bandit ft. Sean Paul & Anne-Marie | 2016 |
| "Royals"                 | Lorde                                   | 2013 |
| "Si Jamais J'oublie"     | ZAZ                                     | 2015 |
| "Sirens Call"            | Cats on Trees                           | 2013 |
| "Stole The Show"         | Kygo ft. Parson James                   | 2015 |
| "This Love"              | Maroon 5                                | 2004 |
| "Vivre Pour Le Milleur"  | Johnny Hallyday                         | 1999 |
| "Way Down We Go"         | Kaleo                                   | 2016 |
| "We Are the Champions"   | Queen                                   | 1977 |

## DLC
Let's Sing 2018, contiene aproximadamente 5 DLC, individuales con un costo de US$5,99. Cada DLC contiene 5 canciones.
| Canción                                       | Artista                              | Año  |
| --------------------------------------------- | ------------------------------------ | ---- |
| "A Thousand Miles"                            | Vanessa Carlton                      | 2001 |
| "All Night Long"                              | Lionel Richie                        | 1983 |
| "Bad Romance"                                 | Lady Gaga                            | 2009 |
| "Blue Monday"                                 | New Order                            | 1984 |
| "Boys Don't Cry"                              | The Cure                             | 1979 |
| "Come On Eileen"                              | Dexy's Midnight Runners              | 1982 |
| "Crazy Little Thing Called Love"              | Queen                                | 1979 |
| "Everybody Wants to Rule the World"           | Tears for Fears                      | 1984 |
| "Heart of Glass"                              | Blondie                              | 1979 |
| "(I Can't Help) Falling In Love With You" (*) | UB40 (Original de Elvis Presley)     | 1993 |
| "I Will Survive"                              | Gloria Gaynor                        | 1978 |
| "Mad World"                                   | Tears for Fears                      | 1985 |
| "No Money"                                    | Galantis                             | 2016 |
| "Our House"                                   | Madness                              | 1982 |
| "Perfect Strangers"                           | Jonas Blue ft. JP Cooper             | 2016 |
| "Reality"                                     | Lost Frequencies ft. Janieck Devy    | 2015 |
| "Sacrifice"                                   | Elton John                           | 1989 |
| "Sweet Lovin'"                                | Sigala                               | 2015 |
| "Take On Me"                                  | a-ha                                 | 1985 |
| "Tainted Love" (*)                            | Soft Cell (Original de Gloria Jones) | 1981 |
| "Tears"                                       | Clean Bandit                         | 2016 |
| "The Fear"                                    | Lily Allen                           | 2008 |
| "Upside Down"                                 | Diana Ross                           | 1980 |
| "We Will Rock You"                            | Queen                                | 1977 |
| "Zombie"                                      | The Cranberries                      | 1994 |

- Un "(*)" indica que la canción es un cover del original.